# Garrett Gerloff
Garrett Gerloff (* 1. srpna 1995) je americký motocyklový závodník.
Stal se šampionem v kategorii supersportů v americkém šampionátu MotoAmerica v letech 2016 a 2017. 

## Kariéra

### Začátky
Garrett Gerloff začal závodit v americkém seriálu Western Eastern Roadracing Association (WERA). V letech 2010 a 2011 dokončil první a druhý v celkovém pořadí v kategoriích superbiků a supersportů na motocyklu Yamaha 600.
Po úspěchu v národní sérii WERA se v roce 2011 přesunul do AMA Daytona Sportbike Championship, kde závodil dva ročníky. Po dvou letech v regionální sérii se v roce 2013 přesunul do šampionátu národního. V úvodním ročníku národního mistrovství dokončil celkově na třetím místě a poté v roce 2014 na šestém. Po převzetí šampionátu společností MotoAmerica v roce 2015 Gerloff začal závodit v kategorii supersportů, kdy v první ročníku skončil třetí celkově a v následujících dvou letech dokončil šampionát jako šampion kategorie supersportů.

### MotoAmerica - superbiky
Gerloffův úspěch v kategorii supersportů mu pro rok 2018 zajistil místenku v kategorii superbiků, jako tovární jezdec Yamahy. Sezonu dokončil s pěti pódii a na pátém místě v celkovém pořadí. Následující sezonu získal na okruhu Laguna Seca první vítězství v dané kategorii. V průběhu roku 2019 získal 4 vítězství a 11 pódií. Sezonu dokončil na třetím místě.

### Mistrovství světa superbiků
Gerloffův úspěch v MotoAmerica vyústil v přesun do juniorského továrního týmu Yamahy v mistrovství světa superbiků pro rok 2020. Ročník dokončil s dvěma třetími místy a na 11. místě celkově. 
V roce 2021 Gerloff podepsal s týmem GRT Yamaha prodloužení kontraktu o jeden rok. Ačkoliv nezískal žádné vítězství, tak zvýšil počet pódií a ve většině závodů skončil v top 5. Jeho dobré výsledky pomohly týmu GRT Yamaha WorldSBK k zisku titulu v mistrovství nezávislých týmů a současně k titulu mezi nezávislými jezdci.
Pro rok 2023 se Gerloff přesunul do týmu Bonovo Action BMW. Ročník dokončil na 12. místě se 144 body na kontě.

### Mistrovství světa silničních motocyklů - MotoGP
Po problémech Valentina Rossiho s rekonvalescencí s nemocí SARS-CoV-2 v listopadu 2020 bylo oznámeno, že Gerloff nahradí Rossiho v Grand Prix Evropy. Gerloff se účastnil pátečních tréninků, avšak sobotní negativní testy Rossimu dovolily pokračovat po zbytek víkendu. Na to konto byl Gerloff nucen odstoupit ze zbytku závodního víkendu.
Skutečný debut v kategorii MotoGP zažil Gerloff v holandském Assenu v roce 2021, kdy závodil v týmu Sepang Racing Yamaha jako náhrada za Franca Morbidelliho. Stal se tak prvním Američanem v MotoGP od odchodu Nickyho Haydena v roce 2016. Gerloff dokončil závod na 17. místě.

## Statistiky

### MotoAmerica Superbike Championship

#### Podle sezóny
| Sezóna | Třída | Motocykl | Tým                 | Závodů | Vítězství | Pódií | Body | Celkové umístění |
| ------ | ----- | -------- | ------------------- | ------ | --------- | ----- | ---- | ---------------- |
| 2018   | SBK   | Yamaha   | Yamaha Factory Team | 19     | 0         | 0     | 208  | 5.               |
| 2019   | SBK   | Yamaha   | Yamaha Factory Team | 19     | 4         | 11    | 316  | 3.               |
| Celkem |       |          |                     | 38     | 4         | 11    | 524  |                  |

### Mistrovství světa silničních motocyklů

#### Závody dle sezóny
| Sezóna | Třída  | Motocykl | 1   | 2   | 3   | 4   | 5   | 6   | 7   | 8   | 9      | 10  | 11  | 12     | 13  | 14  | 15  | 16  | 17  | 18  | Poz. | Body |
| ------ | ------ | -------- | --- | --- | --- | --- | --- | --- | --- | --- | ------ | --- | --- | ------ | --- | --- | --- | --- | --- | --- | ---- | ---- |
| 2020   | MotoGP | Yamaha   | SPA | ANC | CZE | AUT | STY | RSM | EMI | CAT | FRA    | ARA | TER | EUR WD | VAL | POR |     |     |     |     | NC   | 0    |
| 2021   | MotoGP | Yamaha   | QAT | DOH | POR | SPA | FRA | ITA | CAT | GER | NED 17 | STY | AUT | GBR    | ARA | RSM | AME | EMI | ALR | VAL | 29.  | 0    |

### Mistrovství světa superbiků

#### Podle sezóny
| Sezóna | Motocykl      | Tým                             | Závodů | Vítězství | Pódií | Pole Position | Nejrychlejší kolo | Body | Celkové umístění |
| ------ | ------------- | ------------------------------- | ------ | --------- | ----- | ------------- | ----------------- | ---- | ---------------- |
| 2020   | Yamaha YZF-R1 | GRT Yamaha WorldSBK Junior Team | 22     | 0         | 3     | 0             | 0                 | 103  | 11.              |
| 2021   | Yamaha YZF-R1 | GRT Yamaha WorldSBK Team        | 37     | 0         | 2     | 0             | 0                 | 228  | 7.               |
| 2022   | Yamaha YZF-R1 | GRT Yamaha WorldSBK Team        | 33     | 0         | 1     | 0             | 0                 | 142  | 11.              |
| 2023   | BMW M1000RR   | Bonovo Action BMW               | 36     | 0         | 0     | 1             | 0                 | 144  | 12.              |
| Celkem | Celkem        | Celkem                          | 128    | 0         | 6     | 1             | 0                 | 617  |                  |

#### Závody dle sezóny
| Sezóna | Motocykl | 1      | 1       | 1       | 2      | 2      | 2       | 3       | 3       | 3       | 4       | 4      | 4       | 5      | 5      | 5       | 6      | 6       | 6      | 7       | 7       | 7       | 8       | 8      | 8       | 9       | 9       | 9     | 10     | 10     | 10     | 11    | 11     | 11    | 12     | 12      | 12      | 13     | 13    | 13    | Poz. | Body |
| Sezóna | Motocykl | Z1     | SZ      | Z2      | Z1     | SZ     | Z2      | Z1      | SZ      | Z2      | Z1      | SZ     | Z2      | Z1     | SZ     | Z2      | Z1     | SZ      | Z2     | Z1      | SZ      | Z2      | Z1      | SZ     | Z2      | Z1      | SZ      | Z2    | Z1     | SZ     | Z2     | Z1    | SZ     | Z2    | Z1     | SZ      | Z2      | Z1     | SZ    | Z2    | Poz. | Body |
| ------ | -------- | ------ | ------- | ------- | ------ | ------ | ------- | ------- | ------- | ------- | ------- | ------ | ------- | ------ | ------ | ------- | ------ | ------- | ------ | ------- | ------- | ------- | ------- | ------ | ------- | ------- | ------- | ----- | ------ | ------ | ------ | ----- | ------ | ----- | ------ | ------- | ------- | ------ | ----- | ----- | ---- | ---- |
| 2020   | Yamaha   | AUS 14 | AUS DNS | AUS DNS | SPA 11 | SPA 8  | SPA 10  | POR 14  | POR 10  | POR 11  | SPA Ret | SPA 13 | SPA 10  | SPA 11 | SPA 13 | SPA 10  | SPA 8  | SPA 5   | SPA 3  | FRA Ret | FRA 8   | FRA 8   | POR 3   | POR 2  | POR Ret |         |         |       |        |        |        |       |        |       |        |         |         |        |       |       | 11.  | 103  |
| 2021   | Yamaha   | SPA 9  | SPA 3   | SPA 7   | POR 4  | POR 4  | POR Ret | ITA 12  | ITA 8   | ITA 5   | GBR 7   | GBR 5  | GBR 2   | NED 6  | NED 8  | NED Ret | CZE 6  | CZE 6   | CZE 8  | SPA 9   | SPA 9   | SPA Ret | FRA 11  | FRA 13 | FRA 9   | SPA Ret | SPA 8   | SPA 7 | SPA 10 | SPA C  | SPA 10 | POR 6 | POR 8  | POR 5 | ARG 7  | ARG 7   | ARG 8   | INA 11 | INA C | INA 6 | 7.   | 228  |
| 2022   | Yamaha   | SPA 9  | SPA 10  | SPA 9   | NED 8  | NED 7  | NED Ret | POR DNS | POR DNS | POR DNS | ITA 8   | ITA 9  | ITA Ret | GBR 7  | GBR 10 | GBR 11  | CZE 10 | CZE 9   | CZE 18 | FRA 5   | FRA 8   | FRA 8   | SPA 3   | SPA 10 | SPA Ret | POR 10  | POR Ret | POR 9 | ARG 13 | ARG 13 | ARG 12 | INA 7 | INA 13 | INA 8 | AUS 6  | AUS 7   | AUS Ret |        |       |       | 11.  | 142  |
| 2023   | BMW      | AUS 10 | AUS 15  | AUS 14  | INA 14 | INA 12 | INA 11  | NED 12  | NED 17  | NED 12  | SPA 9   | SPA 7  | SPA 10  | ITA 13 | ITA 9  | ITA 8   | GBR 7  | GBR Ret | GBR 9  | ITA 13  | ITA Ret | ITA 13  | CZE Ret | CZE 9  | CZE 20  | FRA 4   | FRA Ret | FRA 5 | SPA 8  | SPA 9  | SPA 10 | POR 4 | POR 8  | POR 4 | SPA 14 | SPA Ret | SPA 9   |        |       |       | 12.  | 144  |
| 2024   | BMW      | AUS 9  | AUS 13  | AUS 9   | SPA    | SPA    | SPA     | NED     | NED     | NED     | ITA     | ITA    | ITA     | GBR    | GBR    | GBR     | CZE    | CZE     | CZE    | POR     | POR     | POR     | HUN     | HUN    | HUN     | FRA     | FRA     | FRA   | ITA    | ITA    | ITA    | SPA   | SPA    | SPA   | SPA    | SPA     | SPA     |        |       |       | 10.  | 15*  |